# Шахтарське (Казахстан)
Шахта́рське (каз. Шахтёрское) — село у складі Нуринського району Карагандинської області Казахстану. Адміністративний центр та єдиний населений пункт Шахтарського сільського округу.
Населення — 983 особи (2021; 1211 у 2009, 1389 у 1999, 1542 у 1989).
Національний склад станом на 1989 рік:
- казахи — 41 %;
- росіяни — 26 %.